# Llista de governadors de Nou Mèxic
|  | Partit    | Governadors |
|  | Demòcrata | 18          |
|  | Republicà | 10          |

Segell estatal de Nou Mèxic

La següent és una llista dels governadors de l'estat de Nou Mèxic i del Territori de Nou Mèxic.
Vint-i-set persones han ocupat el càrrec de governador de Nou Mèxic des de l'ingrés de l'Estat a la Unió en 1912, dos dels quals-Edwin L. Mechem i Bruce King-, va servir tres termes no consecutius. William C. McDonald, el primer governador, va assumir el càrrec el 6 de gener de 1912. El governador actual és Susana Martínez, qui va assumir el càrrec l'1 de gener de 2011 com la primera dona governadora elegida l'estat. Els governadors es limiten a dos mandats consecutius, però un exgovernador és elegible per a la reelecció després que expiri el terme del següent governador.

## Governadors

### Governadors sota govern militar dels Estats Units
per als governadors de Nou Mèxic sota govern espanyol i mexicà abans de la invasió estatunidenca vegeu llista de governadors espanyols de Nou Mèxic i llista de governadors mexicans de Nou Mèxic
En 1846 l'exèrcit dels Estats Units comandat per Stephen W. Kearny invadí i ocupà Nou Mèxic.
Els governadors militars van ser assistits durant un temps pels governadors civils
Els governadors militars foren:
| Nom                               | Inici            | Fi               | Notes             |
| --------------------------------- | ---------------- | ---------------- | ----------------- |
| General Stephen W. Kearny         | Agost de 1846    | Setembre de 1847 | Military          |
| Colonel Sterling Price            | Setembre de 1847 | Octubre de 1848  | Militar           |
| Tinent coronel John M. Washington | Octubre de 1848  | Octubre de 1849  | Militar i civili. |
| Coronel John Munroe               | Octubre de 1849  | Maç de 1851      | Militar i civil   |

Els governadors civils:
| Nom             | Inici            | Fi               | Notes |
| --------------- | ---------------- | ---------------- | --- |
| Charles Bent    | Setembre de 1846 | Gener de 1847    | Assassinat a Taos el 19 de gener de 1847.                                                                                 |
| Donaciano Vigil | Gener de 1847    | Octubre de 1848  | Provisional el desembre de 1847                                                                                           |
| Henry Connelly  | Juny de 1850     | Setembre de 1850 | Elegit sota la constitució d'”estat”, que aou anul·lada pel Compromís de 1850. Prohibit per assumir el poder John Munroe. |

### Governadors del Territori de Nou Mèxic
En 1850 Nou Mèxic fou organitzat com a Territori, i James S. Calhoun en fou nomenat primer governador.
|       | #  | Imatge                   | Nom                      | Inici mandat | Fi mandat | Partit    | President que el nomena | Notes |
|       | 1  | Sense imatge             | James S. Calhoun         | 1851         | 1852      | Whig      | Millard Fillmore        | [ 6 ] |
|       | 2  | Sense imatge             | William Carr Lane        | 1852         | 1853      | Whig      | Millard Fillmore        |       |
|       | 3  | David Meriwether         | David Meriwether         | 1853         | 1855      | Demòcrata | Franklin Pierce         |       |
|       | 4  | Sense imatge             | Abraham Rencher          | 1857         | 1861      | Demòcrata | James Buchanan          |       |
|       | 5  | Sense imatge             | Henry Connelly           | 1861         | 1866      | Demòcrata | Abraham Lincoln         | [ 7 ] |
|       | 6  | Robert Byington Mitchell | Robert Byington Mitchell | 1866         | 1869      | Demòcrata | Andrew Johnson          |       |
|       | 7  | William Anderson Pile    | William Anderson Pile    | 1869         | 1871      | Republicà | Ulysses S. Grant        |       |
|       | 8  | Marsh Giddings           | Marsh Giddings           | 1871         | 1875      | Republicà | Ulysses S. Grant        |       |
|       | 9  | Samuel Beach Axtell      | Samuel Beach Axtell      | 1875         | 1878      | Republicà | Ulysses S. Grant        | [ 8 ] |
|       | 10 | Lewis Wallace            | Lewis Wallace            | 1878         | 1881      | Republicà | Rutherford B. Hayes     |       |
|       | 11 | Lionel Allen Sheldon     | Lionel Allen Sheldon     | 1881         | 1885      | Republicà | James A. Garfield       |       |
|       | 12 | Edmund G. Ross           | Edmund G. Ross           | 1885         | 1889      | Demòcrata | Grover Cleveland        |       |
|       | 13 | L. Bradford Prince       | L. Bradford Prince       | 1889         | 1893      | Republicà | Benjamin Harrison       |       |
|       | 14 | Sense imatge             | William Taylor Thornton  | 1893         | 1897      | Demòcrata | Grover Cleveland        |       |
|       | 15 | Miguel A. Otero          | Miguel A. Otero          | 1897         | 1906      | Republicà | William McKinley        |       |
|       | 16 | Sense imatge             | Herbert James Hagerman   | 1906         | 1907      | Republicà | Theodore Roosevelt      |       |
|       | 17 | Sense imatge             | George Curry             | 1907         | 1910      | Republicà | Theodore Roosevelt      | [ 9 ] |
|       | 18 | William J. Mills         | William J. Mills         | 1910         | 1912      | Republicà | William Howard Taft     |       |
| Font: |    |                          |                          |              |           |           |                         |       |

### Governadors de l'Estat de Nou Mèxic
| *     | #  | Imatge                       | Nom                          | Inici mandat           | Fi mandat              | Partit    | Notes         |
| ----- | -- | ---------------------------- | ---------------------------- | ---------------------- | ---------------------- | --------- | ------------- |
|       | 1  | William C. McDonald          | William C. McDonald          | 6 de gener de 1912     | 1 de gener de 1917     | Demòcrata |               |
|       | 2  | Sense imatge                 | Ezequiel Cabeza de Baca      | 1 de gener de 1917     | 28 de febrer de 1917   | Demòcrata | [ 11 ]        |
|       | 3  | Washington E. Lindsey        | Washington E. Lindsey        | 28 de febrer de 1917   | 1 de gener de 1919     | Republicà | [ 12 ]        |
|       | 4  | Octaviano Ambrosio Larrazolo | Octaviano Ambrosio Larrazolo | 1 de gener de 1919     | 1 de gener de 1921     | Republicà |               |
|       | 5  | Merritt C. Mechem            | Merritt C. Mechem            | 1 de gener de 1921     | 1 de gener de 1923     | Republicà |               |
|       | 6  | James F. Hinkle              | James F. Hinkle              | 1 de gener de 1923     | 1 de gener de 1925     | Demòcrata |               |
|       | 7  | Sense imatge                 | Arthur T. Hannett            | 1 de gener de 1925     | 1 de gener de 1927     | Demòcrata |               |
|       | 8  | Richard C. Dillon            | Richard C. Dillon            | 1 de gener de 1927     | 1 de gener de 1931     | Republicà |               |
|       | 9  | Sense imatge                 | Arthur Seligman              | 1 de gener de 1931     | 25 de setembre de 1933 | Demòcrata | [ 11 ]        |
|       | 10 | Andrew W. Hockenhull         | Andrew W. Hockenhull         | 25 de setembre de 1933 | 1 de gener de 1935     | Demòcrata | [ 12 ]        |
|       | 11 | Sense imatge                 | Clyde Tingley                | 1 de gener de 1935     | 1 de gener de 1939     | Demòcrata |               |
|       | 12 | Sense imatge                 | John E. Miles                | 1 de gener de 1939     | 1 de gener de 1943     | Demòcrata |               |
|       | 13 | John J. Dempsey              | John J. Dempsey              | 1 de gener de 1943     | 1 de gener de 1947     | Demòcrata |               |
|       | 14 | Sense imatge                 | Thomas J. Mabry              | 1 de gener de 1947     | 1 de gener de 1951     | Demòcrata |               |
|       | 15 | Sense imatge                 | Edwin L. Mechem              | 1 de gener de 1951     | 1 de gener de 1955     | Republicà |               |
|       | 16 | Sense imatge                 | John F. Simms                | 1 de gener de 1955     | 1 de gener de 1957     | Demòcrata |               |
|       | 17 | Sense imatge                 | Edwin L. Mechem              | 1 de gener de 1957     | 1 de gener de 1959     | Republicà |               |
|       | 18 | Sense imatge                 | John Burroughs               | 1 de gener de 1959     | 1 de gener de 1961     | Demòcrata |               |
|       | 19 | Edwin L. Mechem              | Edwin L. Mechem              | 1 de gener de 1961     | 30 de novembre de 1962 | Republicà | [ 13 ]        |
|       | 20 | Sense imatge                 | Tom Bolack                   | 30 de novembre de 1962 | 1 de gener de 1963     | Republicà | [ 12 ]        |
|       | 21 | Sense imatge                 | Jack M. Campbell             | 1 de gener de 1963     | 1 de gener de 1967     | Demòcrata |               |
|       | 22 | Sense imatge                 | David F. Cargo               | 1 de gener de 1967     | 1 de gener de 1971     | Republicà |               |
|       | 23 | Sense imatge                 | Bruce King                   | 1 de gener de 1971     | 1 de gener de 1975     | Demòcrata |               |
|       | 24 | Sense imatge                 | Jerry Apodaca                | 1 de gener de 1975     | 1 de gener de 1979     | Demòcrata |               |
|       | 25 | Sense imatge                 | Bruce King                   | 1 de gener de 1979     | 1 de gener de 1983     | Demòcrata |               |
|       | 26 | Toney Anaya                  | Toney Anaya                  | 1 de gener de 1983     | 1 de gener de 1987     | Demòcrata |               |
|       | 27 | Sense imatge                 | Garrey Carruthers            | 1 de gener de 1987     | 1 de gener de 1991     | Republicà |               |
|       | 28 | Sense imatge                 | Bruce King                   | 1 de gener de 1991     | 1 de gener de 1995     | Demòcrata |               |
|       | 29 | Gary Johnson                 | Gary Johnson                 | 1 de gener de 1995     | 1 de gener de 2003     | Republicà |               |
|       | 30 | Bill Richardson              | Bill Richardson              | 1 de gener de 2003     | 1 de gener de 2011     | Demòcrata |               |
|       | 31 | Susana Martinez              | Susana Martinez              | 1 de gener de 2011     | 1 de gener de 2019     | Republicà | [ 14 ] [ 15 ] |
|       | 31 | Michelle Lujan Grisham       | Michelle Lujan Grisham       | 1 de gener de 2019     | En el càrrec           | Demòcrata |               |
| Font: |    |                              |                              |                        |                        |           |               |